# Kis-Tarna
A Kis-Tarna a Hevesi-síkon ered, az Alföld északi részén, Heves vármegyében. A patak a Tarnából ered Tarnazsadánynál és útja végén a Tarnába torkollik Jászdózsa településtől északkeletre. 

## Partmenti települések
- Tarnazsadány
- Tarnaméra
- Zaránk
- Erk
- Tarnaörs
- Jászdózsa